# KDE Software Compilation 4
Pour un article plus général, voir KDE.
KDE Software Compilation 4 est une version majeure de KDE et de ses applications, sortie le 11 janvier 2008. C'est la version principale de cet environnement de bureau jusqu'en novembre 2014. Après cette date, cette compilation de logiciels est séparée en trois entités : KDE Frameworks 5, KDE Plasma 5 et KDE Applications.
L'équipe de développement de KDE avait pour but de sortir KDE 4 vers début 2007 pour qu'il soit inclus dans les principales distributions pendant le second semestre, mais après plusieurs reports, la sortie en version finale s'est effectuée le 11 janvier 2008.
KDE 4 contient de nombreuses mises à jour importantes, principalement son portage vers Qt 4 qui doit augmenter les performances de 20 à 30 % et le nouveau bureau et outil d'interface utilisateur nommé Plasma, qui contient un support pour les widgets similaire à SuperKaramba ou au Dashboard de Apple. 
Il utilise également une nouvelle API multimédia nommée Phonon, un environnement d'intégration de matériel nommé Solid et un nouveau guide graphique et ensemble d'icônes par défaut appelé Oxygen.
Le portage à Qt 4 facilite également le support des plateformes ne reposant pas sur X11, telles que Microsoft Windows et Mac OS X.

## Historique des versions

### KDE 4.1
La version 4.1, sortie le 29 juillet 2008, est la première basée sur Qt 4.4. Elle apporte Decibel, un framework pour la VoIP et la messagerie instantanée, plusieurs backend pour Phonon (GStreamer, QuickTime 7, et DirectShow 9). Plasma subit de nombreuses améliorations, avec le support de QtWidgets et l'intégration de WebKit (inclus dans Qt 4.4).
Certaines applications notables apparaissent avec cette version :
- Dragon Player dans le paquet kdemultimedia, un lecteur multimédia (DVD…) léger pour KDE ;
- La suite de gestion des données personnelles Kdepim (client de messagerie Kmail, calendrier KCal…), qui n'était pas prête pour 4.0), avec le support partiel de Akonadi, un serveur de ressources personnelles.

### KDE 4.2
Cette version, sortie le 27 janvier 2009, est la première à être recommandée pour tous les utilisateurs. L'équipe de KDE considère que cette version est la première qui soit suffisamment stable pour permettre son utilisation par la majorité des utilisateurs finaux.
Elle apporte une approche de l'utilisation de l'espace de travail améliorée (c'est-à-dire de nombreuses améliorations à Plasma, principalement), une meilleure gestion des fenêtres et des effets visuels ainsi que de nouveaux outils pour la gestion de l'espace de travail.
Par ailleurs, certaines applications font des progrès sensibles lors de la sortie de cette version.

### KDE 4.3
La version 4.3, sortie le 4 août 2009 et nommée "Caizen" (qui est un jeu de mots avec Kaizen, l'amélioration continue, auquel on a retiré le K, de manière inversée par rapport à l'habitude historique des applications conçues pour KDE).
Cette version apporte une meilleure stabilité et une meilleure performance à l'environnement KDE, tout en apportant de nouvelles innovations et modifications cosmétiques :
- L'accent est mis sur les fonctionnalités de bureau social ;
- Le thème par défaut a été modifié, conférant une nouvelle apparence par défaut au bureau.

### KDE 4.4
La version 4.4 est sortie le 9 février 2010 et est nommée "Caikaku". Elle introduit notamment la possibilité d'utiliser une interface prévue pour les netbooks, l'introduction d'un système d'onglets dans la gestion des fenêtres et améliore de nombreux points comme le bureau social ou la recherche sémantique.

### KDE 4.5
La version 4.5 est sortie, partiellement, le 10 août 2010. Elle introduit, entre autres, la possibilité d'utiliser WebKit pour la navigation avec Konqueror, ce qui améliore nettement la performance du navigateur Web par défaut de KDE. L'interface utilisateur du bureau reçoit également de nombreuses améliorations.

### KDE 4.10
La version 4.10 est sortie le 6 février 2013. Elle apporte, entre autres, la prise en charge des applets QtQuick, une meilleure gestion des méta-données des fichiers, des périphériques utilisant la norme MTP, le remplacement du moteur d'indexation des fichiers, le support du menu déporté soit en haut de l'écran soit dans la barre de titre. Elle bénéficie aussi d'améliorations esthétiques : le regroupement des aperçus de fenêtres d'une même application dans la barre des tâches, le thème de bureau par défaut moins glossy, de nouveaux effets de fenêtres.

### KDE 4.11
La version 4.11 est sortie le 14 août 2013. Elle est la dernière version pour laquelle le cœur du système est modifié (kdelibs). Elle devient une version supportée à long terme (deux ans) pour permettre aux développeurs de KDE de se concentrer sur la nouvelle version du bureau KDE, KDE 5. Cette version apporte de nombreuses améliorations, comme un début d'intégration de Wayland, d'importants changements sur Kate, une meilleure stabilité et l'intégration de l'outil KScreen pour la gestion des écrans.

### KDE 4.12
La version 4.12 est sortie le 18 décembre 2013. Elle ne concerne que la mise à jour des applications de KDE. Des améliorations sur certaines applications comme Dolphin ou Kate sont réalisées. Cette version apporte peu de nouvelles fonctionnalités mais améliore grandement la stabilité.

### KDE 4.13
La version 4.13 est sortie le 14 avril 2014. Cette version fournit une mise à jour de KDE Plasma, la base de l'environnement, qui évolue vers la version 4.11.8. Les applications de l'environnement sont aussi mises à jour. Il est maintenant possible de configurer ses comptes en ligne (ex. : Google Drive) directement depuis KDE. La suite Kontact reçoit encore et toujours des améliorations de stabilité et de performances. Okular propose d'ouvrir ses documents dans des onglets.

### KDE 4.14
La version 4.14 est en bêta le 9 juillet et est disponible en version stable le 20 août 2014.